# Rhaphuma suturalis
Rhaphuma suturalis là một loài bọ cánh cứng trong họ Cerambycidae.